# 斯普林格羅夫鎮區 (北達科他州麥克亨利縣)
斯普林格羅夫鎮區（英語：Spring Grove Township）是位於美國北達科他州麥克亨利縣的一個鎮區。

## 地方資料
斯普林格羅夫鎮區的面積為87.98平方千米，當中陸地面積為83.22平方千米，而水域面積為4.76平方千米。根據2020年美國人口普查的數據，當地共有人口39人，而人口密度為每平方千米0.44人。